# Republika (televizijska serija)
Republika je naziv dokumentarno-igrane televizijske serije u produkciji Znanstveno-obrazovnog programa Hrvatske radiotelevizije. Serija se sastoji od šest epizoda i tematski obrađuje povijest Dubrovačke Republike od osamostaljenja u 14. do propasti u 19. stoljeću. Autor Božidar Domagoj Burić odlučio se za ovaj projekt nakon uspjeha njegove serije Hrvatski kraljevi. Premijera serije održana je u Koncertnoj dvorani Vatroslava Lisinskoga u Zagrebu 8. travnja, a serija se počela prikazivati na Prvom programu Hrvatske radiotelevizije u 20 sati 18. travnja 2016. godine.
Prava na emitiranje serije otkupila je 2017. godine svjetska satelitska kuća Viasat, te je serija emitirana u više od 40 država diljem svijeta, što je čini dosad najprodavanijim i najemitiranijim televizijsko-filmskim proizvodom HRT-a u inozemstvu.
Serija "Republika" je na 64. Pulskom filmskom festivalu (2017), odlukom žirija u kategoriji Dramska serija ili dokumentarni serijal, proglašena najboljom hrvatskom serijom.

## Sadržaj

### Prva epizoda: "Mali među velikima"
Prva epizoda donosi pregled dubrovačke povijesti od sredine 14. stoljeća, kad se Dubrovnik oslobađa mletačke prevlasti i počinje živjeti kao neovisan grad-država te ubrzo dobiva odrednicu republika, do početka 19. stoljeća, kad u europskim previranjima izazvanima Francuskom revolucijom i napoleonskim ratovima Dubrovačka Republika prestaje postojati kao međunarodni subjekt.

### Druga epizoda: "Život"
Druga epizoda tematizira neka područja svakodnevnoga života Grada i Republike poput medicine, obitelji, stanovanja i ljetnikovaca. Gledatelji tako mogu zaviriti i u dubrovačke kasnosrednjovjekovne krčme. Temeljem podataka iz kaznenih spisa Dubrovačke Republike upoznajemo neke vrlo živopisne likove i njihove probleme s alkoholom te zavirujemo u bordele iz 17. stoljeća. Ujedno saznajemo sve i o apokaliptičnome jutru 6. travnja 1667., kad je razorni potres gotovo potpuno uništio Grad.

### Treća epizoda: "Umijeće načina"
Treća epizoda pokazuje očaravajuću vještinu odnosa s okolnim svijetom, s posebnim naglaskom na glasovitu dubrovačku diplomaciju, ali i na manje poznatu činjenicu da je Dubrovnik bio jedno od najvažnijih europskih obavještajnih čvorišta u 16. i 17. stoljeću. U ovoj epizodi upoznajemo najpoznatije dubrovačke špijune i njihovo djelovanje, doznajemo tko je bio čiji igrač u Dubrovniku sredinom 16. stoljeća te svjedočimo i dosad nikad pokazanoj šifriranoj obavještajnoj prepisci dubrovačkoga patricija Marina Zamanje s Karlom V., carem Svetoga Rimskog Carstva te velikim zaštitnikom i prijateljem Dubrovnika.

### Četvrta epizoda: "Velikani"
Četvrta epizoda donosi kratke životopise petorice znamenitih Dubrovčana: u ovoj epizodi pratimo kako genijalni Ruđer Bošković spašava kupolu bazilike sv. Petra u Rimu od propadanja te gledamo premijerne izvedbe djela buntovnoga barda hrvatske književnosti Marina Držića. Pratimo i kako se matematički virtuoz Marin Getaldić dopisuje sa slavnim Galileom, svjedočimo prizorima glasovitih glazbenih večeri melankoličnoga skladatelja i diplomata Luke Sorkočevića te otkrivamo životni put i sjajnu karijeru jednoga od najvažnijih ekonomista svih vremena, oca dvostavnoga knjigovodstva, Dubrovčanina Benedikta Kotruljevića.

### Peta epizoda: "Sustav"
Peta epizoda svjedoči o jednostavnosti i učinkovitosti unutarnjega ustrojstva dubrovačke države. Stari su Dubrovčani već prije više od pola tisućljeća znali – i to dosljedno provodili – da je opći interes iznad osobnoga te da se sloboda ne prodaje ni za sva blaga na svijetu. Shvatili su, također, i sve opasnosti kulta ličnosti. U ovoj su epizodi predstavljeni jedinstveni mehanizmi koji su se stoljećima stvarali i usavršavali kako bi se očuvali sloboda i napredak.

### Šesta epizoda: "Ostavština"
U šestoj epizodi upoznajemo sve najvažnije dubrovačke građevine i svjedočimo nemjerljivom bogatstvu materijalne ostavštine Dubrovnika: nema na svijetu mnogo naselja koja se mogu pohvaliti da na tako malome prostoru imaju toliko važnih spomenika.

## Ekipa serijala
- scenarist i redatelj: Božidar Domagoj Burić
- izvršna producentica: Marija Kosor
- montažer: Dubravko Prugovečki
- direktor fotografije: Branko Cahun
- kostimografkinja: Jasna Zvonković
- skladatelj: Božidar Domagoj Burić
- majstorica maske: Snježana Gorup
- supervizor vizualnih efekata: Kristijan Mršić
- scenografi: Igor Juras, Ivana Boban, Ivan Ivan

## Prikazivanje
Nakon prikazivanja u Hrvatskoj, 3. svibnja 2017. premijerno je prikazana prva epizoda serija na prestižnom Viasat Historyu u 47 država svijeta pod nazivom Dubrovnik: Republika. Tijekom prikazivanja serije na mrežnim stranicama kanala organizirana je nagradna igra o povijesti Dubrovnika, a glavna nagrada bila je organizirani trodenvni posjet Dubrovniku.
Uz europske zemlje i SAD, serija je putem Historija prikazana i u Rusiji, Turskoj, Sjevernoj Africi i Izraelu.

## Vanjske poveznice
- Leksikon radija i televizije: Republika  Arhivirana inačica izvorne stranice od 9. kolovoza 2016. (Wayback Machine)